# Alyssa Milano

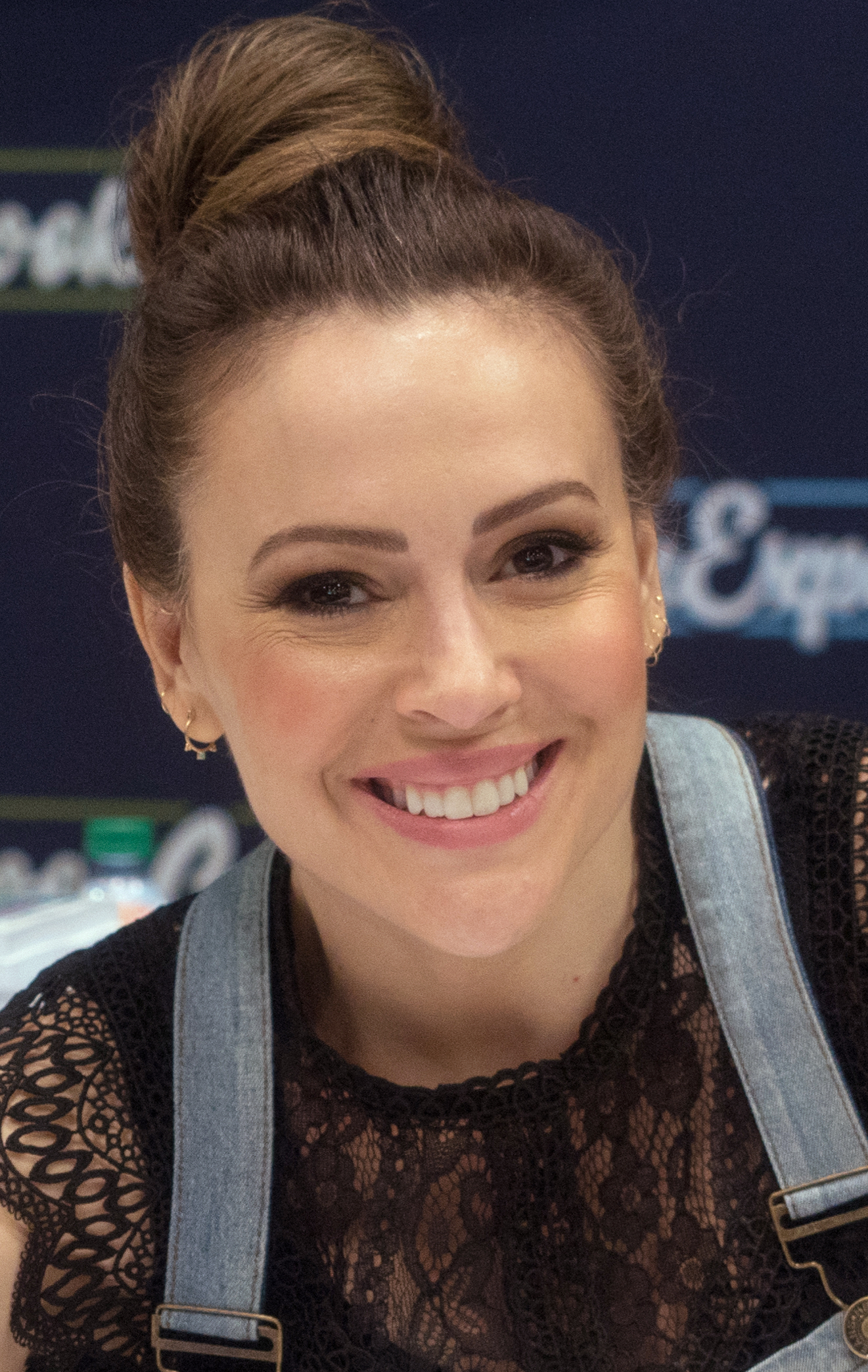
Alyssa Milano (2019)

Alyssa Jayne Milano (* 19. Dezember 1972 in Brooklyn, New York City) ist eine US-amerikanische Schauspielerin, Produzentin, Modedesignerin, Sängerin und Aktivistin. Bekannt ist sie unter anderem auch für die Verbreitung des Hashtags #MeToo, das durch ihr Engagement weltweite Aufmerksamkeit erhielt.

## Schauspielkarriere
Alyssa Milano begann mit sieben Jahren ihre Karriere, nachdem sie bei einem Casting aus 1500 Konkurrentinnen ausgewählt worden war. Ein Jahr lang spielte sie auf einer USA-Tournee die Titelrolle im Musical Annie und wirkte danach in einer US-amerikanischen musikalischen Umarbeitung des Romans Jane Eyre am Theatre Opera Music Institute in New York mit. Es folgten erste Fernsehrollen und Werbespots.
Im Jahr 1983 hatte sie ihren Durchbruch mit der Rolle der Samantha in Wer ist hier der Boss?. Die Familie siedelte in die Nähe des Drehortes nach Los Angeles über. Die Serie lief von 1984 bis 1992 sehr erfolgreich. Von 1997 bis 1998 spielte sie die Rolle der Jennifer Mancini in Melrose Place.
Von 1998 bis 2006 spielte sie in der Erfolgsserie Charmed – Zauberhafte Hexen die Rolle der Phoebe Halliwell, die gemeinsam mit ihren Schwestern Piper (Holly Marie Combs), Prue (Shannen Doherty), Paige (Rose McGowan) und der Freundin Billie (Kaley Cuoco) gegen das übernatürliche Böse kämpft. Sie ersetzte Lori Rom, die im Pilotfilm die Rolle der Phoebe gespielt hatte.
Anfang 2007 stand sie für die ABC-Dramaserie Reinventing the Wheelers vor der Kamera. Die Serie wurde nicht in das Hauptprogramm aufgenommen, da ABC keine Sendezeit für eine weitere frauengeführte Serie freimachen wollte. Der Independent-Film The Blue Hour wurde 2007 auf dem Filmfestival in San Sebastian aufgeführt, im selben Jahr kam der Horrorfilm Pathology in die US-Kinos.
Von Juni 2013 bis September 2014 war sie als Savannah „Savi“ Davis in der ABC-Sommerserie Mistresses zu sehen. Sie verließ die Serie nach dem Ende der zweiten Staffel, weil sie nach eigener Aussage für die Dreharbeiten der dritten Staffel nicht von Los Angeles nach Vancouver umziehen und nicht von ihrer Familie getrennt sein wollte.

## Weitere Aktivitäten
Alyssa Milano veröffentlichte zwischen 1989 und 1992 fünf Musikalben, die in Japan und Südkorea mit Platin ausgezeichnet wurden.
2007 stellte Milano ihre Modekollektion „TOUCH by Alyssa Milano“ vor, Kleidung für weibliche Baseballfans. Im Zusammenhang damit eröffnete sie auf der Netzseite der Major League Baseball einen eigenen Blog, in dem sie wöchentlich Artikel veröffentlicht.

### Soziales Engagement
2003 wurde Alyssa Milano „Celebrity Ambassador“ für UNICEF, 2007 auch für das „Global Network for Neglected Tropical Diseases“. Alyssa Milano ist Vegetarierin und unterstützt die Tierrechtsorganisationen PETA sowie die Meeresschutzorganisation Sea Shepherd. 2007 posierte sie, im Zuge der PETA-Kampagne Let Vegetarianism Grow on You, in einem Kleid aus Salat und Gemüse. Gemeinsam mit Eva Longoria setzt sich Milano für härtere Strafen für den Missbrauch von Tieren ein. Zusammen mit der Autorin Debbie Rigaud gab sie zwei Kinderbücher heraus, um eine „Generation von Wohltätern zu inspirieren“.

## Weinstein-Skandal und „Me Too“
Am 15. Oktober 2017 reagierte Milano anlässlich des Weinstein-Skandals mit einem Aufruf auf Twitter, um auf das Ausmaß und die Allgegenwärtigkeit des Problems hinzuweisen. Sie schrieb: „Wenn du sexuell belästigt oder angegriffen wurdest, schreibe ‚Me too‘ als Antwort auf diesen Tweet“. Milano hatte in der Vergangenheit ihre eigenen #MeToo-Erfahrungen, ließ aber offen, ob sie diese jemals publik machen werde.
Diese Einstellung sei ihrer Ansicht nach #MeToo: dass man die eigene Geschichte nicht erzählen muss. Man brauche einfach nur „me too“ zu sagen.

## Familie
Alyssa Milano hat italienische Vorfahren. Ihre Mutter Lin ist Modedesignerin und ihr Vater Thomas Milano (geboren 1947 in den USA) bearbeitet Filmmusik, u.a für Spider-Man 3 und Priest. Ihr Bruder Cory wurde 1982 geboren. Milano wuchs im New Yorker Stadtbezirk Staten Island auf.
In den 1990er Jahren war Milano mit dem Schauspieler Scott Wolf verlobt. Von Januar bis November 1999 war sie mit Cinjun Tate, Leadsänger von Remy Zero, verheiratet. Seit dem 15. August 2009 ist sie mit David Bugliari verheiratet. Das Paar hat einen Sohn (* 2011) und eine Tochter (* 2014).

## Filmografie (Auswahl)

### Filme
- 1984: Girls Wanna Have Fun – Regie: Marisa Silver
- 1985: Phantom-Kommando (Commando) – Regie: Mark L. Lester
- 1986: Das Gespenst von Canterville – Regie: Paul Bogart
- 1988: Crash Course – Regie: Oz Scott
- 1988: Dance ’Til Dawn – Regie: Paul Schneider
- 1989: Cannonball Fieber – Auf dem Highway geht’s erst richtig los (Speed Zone!) – Regie: Jim Drake
- 1992: Straßenkinder (Where the day takes you) – Regie: Marc Rocco
- 1992: Immer Ärger mit Robbie (Little Sister) – Regie: Jimmy Zeilinger
- 1993: The Webbers (Fernsehfilm) – Regie: Brad Marlowe
- 1993: Teenage Lolita – Verlockende Unschuld (Casualties of Love: The Long Island Lolita Story) – Regie: John Herzfeld
- 1993: Hit Back – Die Fährte des Mörders (Conflict of Interest) – Regie: Gary Davis
- 1993: Candles in the Dark – Regie: Maximilian Schell
- 1994: Deadly Red Corvette – Regie: Uli Edel
- 1994: Double Dragon – Die 5. Dimension (Double Dragon) – Regie: James Yukich
- 1994: Eiskalt und gefährlich (Confessions of a Sorority Girl) – Regie: Uli Edel
- 1994: Nosferatu – Vampirische Leidenschaft (Embrace of the Vampire) – Regie: Anne Goursaud
- 1995: Glory Daze – Es lebe die Uni! (Glory Daze) – Regie: Rich Wilkes
- 1995: Deadly Sins – Tödliche Vergebung (Deadly Sins) – Regie: Michael Robison
- 1995: Mord nach der Geburt – Regie: Jan Egleson, Raymond Hartung
- 1996: Jimmy Zip – Regie: Robert McGinley
- 1996: Poison Ivy II – Jung und verführerisch (Poison Ivy II) – Regie: Anne Goursaud
- 1996: Public Enemy – Regie: Mark L. Lester
- 1996: Fear – Wenn Liebe Angst macht (Fear) – Regie: James Foley
- 1996: Gefangen in klirrender Kälte (To Brave Alaska) – Regie: Bruce Pittman
- 1997: Spielplatz der Mörder (Below Utopia) – Regie: Kurt Voss
- 1997: Hugo Pool – Regie: Robert Downey Sr.
- 1998: Goldrush – Regie: John Powers
- 2002: Die Hochzeitsfalle (Buying the Cow) – Regie: Walt Becker
- 2002: Kiss the Bride – Regie: Vanessa Parise
- 2003: Dickie Roberts: Kinderstar (Dickie Roberts: Former Child Star) – Regie: Sam Weisman
- 2007: The Blue Hour – Regie: Eric Nazarian
- 2008: Wisegal – Regie: Jerry Ciccoritti
- 2008: Pathology – Jeder hat ein Geheimnis (Pathology) – Regie: Marc Schölermann
- 2010: My Girlfriend’s Boyfriend – Regie: Daryn Tufts
- 2010: Auch Liebe wird erwachsen (Sundays at Tiffany’s) – Regie: Mark Piznarski
- 2011: Alles erlaubt – Eine Woche ohne Regeln (Hall Pass) – Regie: Peter und Bobby Farrelly
- 2011: Happy New Year (New Year’s Eve) – Regie: Garry Marshall
- 2018: Ein Rezept für die Liebe (Little Italy) – Regie: Donald Petrie
- 2019: Tempting Fate – Regie: Manu Boyer, Kim Raver
- 2020: You Are My Home – Regie: Amanda Raymond
- 2022: Verlorene Liebe (Brazen) – Regie: Monika Mitchell
- 2023: Who Are You People – Regie: Ben Epstein

### Fernsehserien
- 1984–1992: Wer ist hier der Boss? (Who’s the Boss?, 196 Episoden)
- 1992: Time Trax – Zurück in die Zukunft (Time Trax, Episode 1x07)
- 1995: Outer Limits – Die unbekannte Dimension (The Outer Limits, Episode 1x16)
- 1997–1998: Melrose Place (40 Episoden)
- 1997, 2001: Chaos City (Spin City, Episoden 2x11, 5x17)
- 1998: Fantasy Island (Episode 1x02)
- 1998–2006: Charmed – Zauberhafte Hexen (Charmed, 178 Episoden)
- 2007–2008: My Name Is Earl (10 Episoden)
- 2010: Castle (Episode 2x12, Eine Rose für immer und ewig)
- 2010–2011: Romantically Challenged (6 Episoden)
- 2011–2012: Breaking In (2 Episoden)
- 2013–2014: Mistresses (26 Episoden)
- 2018–2019: Insatiable (22 Episoden)
- 2019: Grey’s Anatomy (Episode 16x03)
- 2021: The Now (3 Episoden)
- 2025: Elsbeth (2 Episoden)

### Sprechrollen
- 2001: Family Guy (Episode 3x03) … als sie selbst
- 2001: Susi und Strolch 2: Kleine Strolche – Großes Abenteuer! (Lady and the Tramp 2 – Scamp’s Adventure) … als Angel
- 2004: Jimmy Neutron (The Adventures of Jimmy Neutron: Boy Genius) … als April
- 2005: Dinotopia: Quest for the Ruby Sunstone … als 26
- 2009: Ghostbusters: The Video Game … als Dr. Ilyssa Selwyn
- 2010: Kick Buttowski – Keiner kann alles (Kick Buttowski: Surburban Daredevil, Episode 1x20) … als Scarlett Rosetti
- 2010: DC Showcase: The Spectre … als Aimee Brenner
- 2011: Young Justice (Episode 1x14) … als Pamela Isley/Poison Ivy

### Musikvideo
- 1997: Josie von Blink-182

## Diskografie

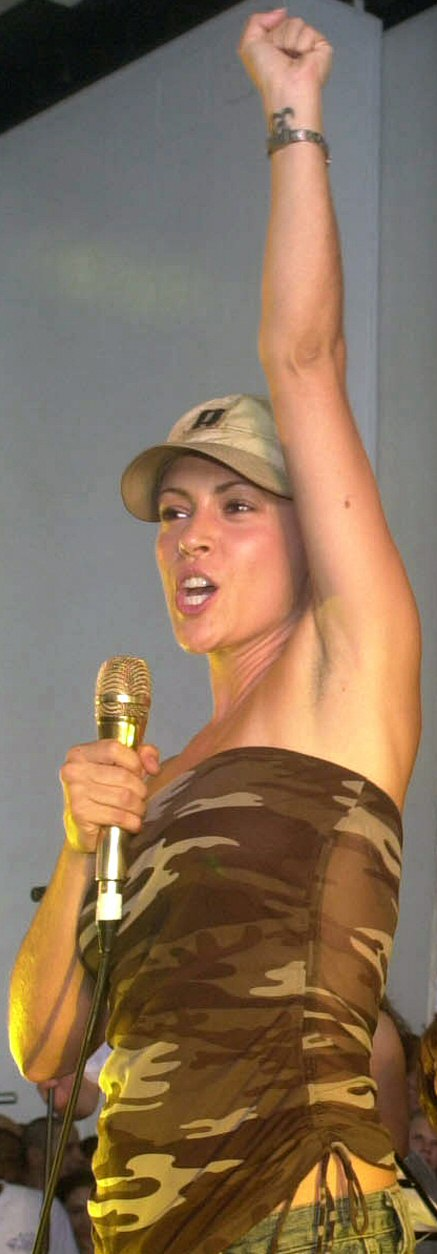
Alyssa Milano (2003)

### Singles
- 1989: Look in My Heart (7") (Japan) Pony Canyon SSP29 (nur als Promo)
- 1989: Look in My Heart (3"-CD) (Japan) Pony Canyon S10Y1049
- 1989: Straight to the Top (3"-CD) (Japan) Pony Canyon S9Y1103 (auch als Promo)
- 1989: Straight to the Top (7") (Japan) Pony Canyon SSP34 (nur als Promo)
- 1989: What a Feeling (7") (Japan) Pony Canyon SSP35 (nur als Promo)
- 1989: I Had a Dream (7") (Japan) Pony Canyon SSP68 (nur als Promo)
- 1989: I Had a Dream (3"-CD) (Japan) Pony Canyon PCDY00011
- 1989: Happiness (3"-CD) (Japan) Pony Canyon PCDY00015
- 1989: The Best in the World (7") (Japan) Pony Canyon SSP96 (nur als Promo)
- 1989: The Best in the World (3"-CD) (Japan) Pony Canyon PCDY00030 (auch als Promo)
- 1990: I Love When We’re Together (3"-CD) (Japan) Pony Canyon PCDY00039
- 1991: New Sensation (3"-CD) (Japan) Pony Canyon PCDY00072 (auch als Promo)
- 1992: Do You See Me? (3"-CD) (Japan) Pony Canyon PCDY00106
- 1993: No Secret (7") (Frankreich) Remark 861 322-7

### LPs
- 1989: Look in My Heart (Südkorea) Sampony R1002
- 1990: Alyssa (Südkorea) Sampony R1016
- 1991: The Best in the World (Südkorea) Sampony R1042
- 1991: Locked Inside a Dream (Südkorea) Sampony R1056
- 1992: Do You See Me? (Südkorea) Sampony R1115

### CDs
- 1989: Alyssa (Japan) Pony Canyon PCCY00026 (auch als Promo)
- 1989: Look in My Heart (Japan) Pony Canyon D25Y0273 (auch als Promo)
- 1990: The Best in the World (Japan) Pony Canyon PCCY00059
- 1991: Locked Inside a Dream (Japan) Pony Canyon PCCY00204 (Box) (auch als Promo)
- 1992: Do You See Me? (Japan) Pony Canyon PCCY00368 (Box) (auch als Promo)
- 1992: The Very Best of Alyssa Milano (Japan) Pony Canyon DSP182 (nur als Promo)

### Laser Disc
- 1989: Look in My Heart (Japan) Pony Canyon G48M0330

## Bücher
- 2019: Project Middle School - Alyssa Milano's Hope #1
- 2020: Project Animal Rescue - Alyssa Milano's Hope #2